# Yoku Wakaru Gendai Mahou
Yoku Wakaru Gendai Mahou (よくわかる現代魔法, よくわかるげんだいまほう) là loạt light novel được viết bởi Sakurazaka Hiroshi và minh họa bởi Miyashita Miki. Tiểu thuyết này được phát hành thẳng thành bunkobon chứ không đăng trên tạp chí. Tập đầu tiên của loạt tiểu thuyến này đã được Shueisha phát hành với nhãn hiệu Super Dash Bunko của mình vào ngày 25 tháng 12 năm 2003. Loạt tiểu thuyết lấy bối cảnh trong một thế giới nơi mà phép thuật và công nghệ cùng tồn tại cũng như giúp nhau phát triển, cốt truyện xoay quanh cuộc sống hằng ngày của Morishita Koyomi người vừa trở thành nữ sinh trung học và được một pháp sư hùng mạnh là Anehara Misa nhận làm học trò và công việc của cô là viết các chương trình hỗ trợ thực hiện phép thuật mới trên máy tính.
Tác phẩm đã được chuyển thể sang các loại hình truyền thông khác như manga, anime... Chuyển thể manga đã đăng trên Jump Square của Shueisha từ tháng 4 năm 2008 đến tháng 9 năm 2009. Nomad đã thực hiện chuyển thể anime cho loạt tiểu thuyết và phát sóng từ ngày 11 tháng 7 đến ngày 26 tháng 9 năm 2009.

## Tổng quan

### Sơ lược cốt truyện
Nhân vật chính, Koyomi Morishita, là một nữ sinh trung học thấp bé, vụng về, bị người bạn tốt Yumiko trêu chọc không thương tiếc. Nhìn thấy một tờ rơi quảng cáo về một trường học dành cho các pháp sư, Koyomi tham gia kỳ thi tuyển sinh và trở thành học trò của Misa Anehara, một pháp sư bậc thầy quyền năng. Phép thuật hiện đại được thực hiện với sự hỗ trợ của máy tính bằng cách viết các chương trình đặc biệt cho chúng. Vì phép thuật không dễ như người ta tưởng, nên ban đầu Koyomi chỉ có thể biến ra những chiếc chậu rửa mặt từ trên trời rơi xuống.

### Nhân vật

#### Chính
Morishita Koyomi (森下 こよみ, もりした こよみ)
Lồng tiếng bởi: Nonaka Ai
Một học sinh trung học năm nhất 15 tuổi vụng về có thân hình của một đứa trẻ. Vì cô ấy chỉ là146 cm (4 ft 9½ in) cao, cô thường bị nhầm là học sinh tiểu học khi tự mặc đồ của mình. Cô ấy bị điểm kém, không thể thao cho lắm và không thực sự có bất cứ điều gì về bản thân để khoe khoang, vì vậy cô ấy quyết định đến một trường dạy phép thuật mà cô ấy đã nhìn thấy trong một tờ rơi để thay đổi bản thân. Cô có khả năng khác thường là có thể lấy bất kỳ mã (câu thần chú) nào và đổi nó thành mã triệu hồi trong chậu rửa. Khả năng này đã dần được cải thiện.
Anehara Misa (姉原 美鎖, あねはら みさ)
Lồng tiếng bởi: Nabatame Hitomi
Anehara Sōshirō (姉原 聡史郎, あねはら そうしろう)
Lồng tiếng bởi: Asanuma Shintarō, Tamura Mutsumi (lúc nhỏ)
Ichinose Yumiko Cristina (一ノ瀬・弓子・クリスティーナ, いちのせ ゆみこ クリスティーナ)
Lồng tiếng bởi: Tomatsu Haruka
Sakazaki Kaho (坂崎 嘉穂, さかざき かほ)
Lồng tiếng bởi: Kotobuki Minako

#### Khác
Katamari (かたまり)
Lồng tiếng bởi: Fujimura Ayumi
Anehara Mayumi (姉原 まゆみ, あねはら まゆみ)
Lồng tiếng bởi: Fujimura Ayumi
Gary Huang (ゲイリー・ホアン)
Lồng tiếng bởi: Hamada Kenji
Karl Christoball (カルル・クリストバルド)
Lồng tiếng bởi: Sugō Takayuki, Okitsu Kazuyuki (thanh niên)
Jean-jacques Guibarthez (ジャン・ジャック・ギバルテス)
Lồng tiếng bởi: Katō Masayuki
Digitalis Flammalacia (ジギタリス・フランマラキア)

## Truyền thông

### Light novel
Loạt light novel được viết bởi Sakurazaka Hiroshi và minh họa bởi Miyashita Miki. Tiểu thuyết này được phát hành thẳng thành các bunkobon chứ không đăng trên tạp chí. Tập đầu tiên của loạt tiểu thuyến này đã được Shueisha phát hành với nhãn hiệu Super Dash Bunko của mình vào ngày 25 tháng 12 năm 2003. Sau khi phát hành tập đầu thì việc phát hành tạm ngưng cho đến ngày 25 tháng 4 năm 2008 thì Shueisha tái phát hành lại tập đầu và cũng như tiếp tục phát hành các tập sau. Tính đến ngày 25 tháng 3 năm 2009 thì đã có 6 tập được phát hành. Chingwin Publishing Group đã đăng ký bản quyền để phát hành tại Đài Loan.

### Manga
Hai tác giả của loạt tiểu thuyết đã thực hiện chuyển thể manga của tác phẩm và đăng trên tạp chí truyện tranh dành cho shōnen là Jump Square cũng của Shueisha từ tháng 4 năm 2008 đến tháng 9 năm 2009 với 15 chương. Shueisha sau đó đã tập hợp các chương lại và phát hành thành 2 tankōbon.

### Sách
Shueisha đã phát hành một quyển sách hướng dẫn có tựa Yoku Wakaru Gendai Mahou ga 256-bai Yoku Wakaru Hon (よくわかる現代魔法が256倍よくわかる本) vào ngày 25 tháng 8 năm 2009. Quyển sách có các bài phỏng vấn nhóm lồng tiếng anime cùng các hình ảnh phác thảo nhân vật cho việc thực hiện anime, ngoài ra cuốn sách cũng tập hợp các hình vẽ từ các chuyển thể khác như manga và tiểu thuyết.

### Anime
Nomad đã thực hiện chuyển thể anime cho loạt tiểu thuyết. Một tập giới thiệu mang tựa Yoku Wakaru Gendai Mahou 00 đã được phát sóng vào ngày 29 tháng 6 năm 2009 và sau đó bộ anime bắt đầu phát sóng từ ngày 11 tháng 7 đến ngày 26 tháng 9 năm 2009 với 12 tập trên các kênh BS11 sau đó phát lại trên kênh AT-X và Bandai Channel. Sentai Filmworks đã đăng ký bản quyền phiên bản tiếng Anh của cả bộ anime và tập giới thiệu để tiếng hành phát hành tại thị trường Bắc Mỹ.

### Internet radio
Một loạt chương trình phát thanh trên mạng có tựa Radio Course Yoku Wakaru Gendai Mahou Dai 1 (ラジオ講座 よくわかる現代魔法 第1) đã được thực hiện và phát trên trang mạng của bộ anime từ ngày 08 tháng 5 đến ngày 25 tháng 12 năm 2009 với 30 chương trình. Các chương trình này sau đó đã được tập hợp lại thành 6 đĩa phát hành dưới dạng đính kèm các hộp phiên bản BD/DVD giới hạn của bộ anime.

### Âm nhạc
Bộ anime có hai bài hát chủ đề, một mở đầu và một kết thúc. Bài hát mở đầu có tên Programming for non-fiction do Aso Natsuko trình bày, đĩa đơn chứa bài hát đã phát hành vào ngày 23 tháng 7 năm 2009. Bài hát kết thúc có tên Made in WONDER do Misato Aki trình bày, đĩa đơn chứa bài hát đã phát hành vào ngày 05 tháng 8 năm 2009. Album chứa các bản nhạc dùng trong bộ anime đã phát hành vào ngày 07 tháng 10 năm 2009.
Một album chứa các bài hát do các nhân vật trình bày cùng một số đoạn drama đã phát hành vào ngày 30 tháng 9 năm 2009.
| Programming for non-fiction | Programming for non-fiction                  | Programming for non-fiction |
| STT                         | Nhan đề                                      | Thời lượng                  |
| --------------------------- | -------------------------------------------- | --------------------------- |
| 1.                          | "Programming for non-fiction"                | 4:05                        |
| 2.                          | "Music for science&magic"                    | 4:38                        |
| 3.                          | "Programming for non-fiction (instrumental)" | 4:05                        |
| 4.                          | "Music for science&magic (instrumental)"     | 4:37                        |
| Tổng thời lượng:            | Tổng thời lượng:                             | 17:25                       |

| Made in WONDER   | Made in WONDER               | Made in WONDER |
| STT              | Nhan đề                      | Thời lượng     |
| ---------------- | ---------------------------- | -------------- |
| 1.               | "Made in WONDER"             | 3:42           |
| 2.               | "Hide and seek"              | 4:47           |
| 3.               | "Made in WONDER (off vocal)" | 3:41           |
| 4.               | "Hide and seek (off vocal)"  | 4:45           |
| Tổng thời lượng: | Tổng thời lượng:             | 16:55          |

| TV Anime Yoku Wakaru Gendai Mahou Original Soundtrack (TVアニメ よくわかる現代魔法 オリジナルサウンドトラック) | TV Anime Yoku Wakaru Gendai Mahou Original Soundtrack (TVアニメ よくわかる現代魔法 オリジナルサウンドトラック) | TV Anime Yoku Wakaru Gendai Mahou Original Soundtrack (TVアニメ よくわかる現代魔法 オリジナルサウンドトラック) |
| STT | Nhan đề | Thời lượng |
| --- | --- | --- |
| 1. | "Programming for non fiction (TV size)"                                                                        | 1:31 |
| 2. | "Today's Program"                                                                                              | 0:08 |
| 3. | "Change in my world"                                                                                           | 2:01 |
| 4. | "Jibun wo Kae Takute (自分を変えたくて)"                                                                       | 2:11 |
| 5. | "Trouble Maker (トラブルメーカー)"                                                                             | 1:42 |
| 6. | "Anehara Mahou Gakkou (姉原十字魔法学院)"                                                                      | 1:51 |
| 7. | "Hello world"                                                                                                  | 2:08 |
| 8. | "Cyber-battle"                                                                                                 | 1:41 |
| 9. | "Run!Run!Run!"                                                                                                 | 1:55 |
| 10. | "Soredemo Ashita wa Yattekuru (それでも明日はやって来る)"                                                      | 1:41 |
| 11. | "Morishita Koyomi (森下こよみ)"                                                                                | 1:39 |
| 12. | "Anehara Misa (姉原美鎖)"                                                                                      | 1:51 |
| 13. | "Ichinose Yumiko Cristina (一ノ瀬弓子クリスティーナ)"                                                          | 1:42 |
| 14. | "Sakazaki Kaho (坂崎嘉穂)"                                                                                     | 1:45 |
| 15. | "Eye Catch Code.1"                                                                                             | 0:08 |
| 16. | "Deep・Question (ディープ・クエスチョン)"                                                                      | 1:32 |
| 17. | "Niji iro Romance (虹色ロマンス)"                                                                              | 1:34 |
| 18. | "Eye Catch Code.2"                                                                                             | 0:07 |
| 19. | "Wizard (ウィザード)"                                                                                          | 1:39 |
| 20. | "Mahou Hatsudou!! (魔法発動!!)"                                                                                | 1:54 |
| 21. | "Tomodachi (トモダチ)"                                                                                         | 1:44 |
| 22. | "Believing" | 2:11 |
| 23. | "Soko ni Aru Code (そこにあるCode)"                                                                            | 2:04 |
| 24. | "Nani wo Yatte Imasu no? (何をやっていますの?)"                                                                | 1:43 |
| 25. | "Mondai Hassei! (問題発生!)"                                                                                   | 1:41 |
| 26. | "Daemon Toiu Sonzai (デーモンという存在)"                                                                      | 1:41 |
| 27. | "Classic magic"                                                                                                | 2:22 |
| 28. | "Magical power"                                                                                                | 1:43 |
| 29. | "First Friend"                                                                                                 | 2:04 |
| 30. | "Concentration!!"                                                                                              | 1:45 |
| 31. | "Jibun ni Dekiru Koto (自分に出来ること)"                                                                      | 1:55 |
| 32. | "Akirame Taku nai (あきらめたくない)"                                                                          | 2:07 |
| 33. | "Daisy Bell"                                                                                                   | 1:07 |
| 34. | "Mission start"                                                                                                | 1:47 |
| 35. | "Trap code" | 1:52 |
| 36. | "Dai Mahou Hatsudou (大魔法発動)"                                                                              | 1:43 |
| 37. | "Shinjitsu (真実)"                                                                                             | 1:50 |
| 38. | "Nagai Yume (長い夢)"                                                                                          | 1:48 |
| 39. | "Hurry UP!!"                                                                                                   | 1:36 |
| 40. | "Code Battle"                                                                                                  | 1:58 |
| 41. | "Gibaru desu (ギバルテス)"                                                                                     | 2:04 |
| 42. | "Open Death Trap"                                                                                              | 1:34 |
| 43. | "Anata no Tame ni Dekiru Koto (あなたのために出来ること)"                                                      | 2:12 |
| 44. | "Fureau Kokoro (触れ合う心)"                                                                                   | 2:40 |
| 45. | "Made in WONDER (TV size)"                                                                                     | 1:33 |
| Tổng thời lượng:                                                                                               | Tổng thời lượng:                                                                                               | 1:17:24 |

| Yoku Wakaru Gendai Mahou Special Code Album (よくわかる現代魔法 SPECIAL CODE ALBUM) | Yoku Wakaru Gendai Mahou Special Code Album (よくわかる現代魔法 SPECIAL CODE ALBUM) | Yoku Wakaru Gendai Mahou Special Code Album (よくわかる現代魔法 SPECIAL CODE ALBUM) |
| STT                                                                                 | Nhan đề                                                                             | Thời lượng                                                                          |
| ----------------------------------------------------------------------------------- | ----------------------------------------------------------------------------------- | ----------------------------------------------------------------------------------- |
| 1.                                                                                  | "Tarai no Uta (たらいのうた)"                                                       | 1:49                                                                                |
| 2.                                                                                  | "Drama "Kiokusoo Shitsu" (ドラマ「きおくそーしつ」)"                                | 9:22                                                                                |
| 3.                                                                                  | "Magical×Miracle (マジカル×ミラクル)"                                               | 3:15                                                                                |
| 4.                                                                                  | "Drama "Jouou sama" (ドラマ「じょうおうさま」)"                                     | 8:33                                                                                |
| 5.                                                                                  | "Classical mode"                                                                    | 3:44                                                                                |
| 6.                                                                                  | "Drama "Teiban" (ドラマ「ていばん」)"                                               | 8:55                                                                                |
| 7.                                                                                  | "Automatic analyzer"                                                                | 3:39                                                                                |
| 8.                                                                                  | "Drama "Teryouri" (ドラマ「てりょうり」)"                                           | 8:58                                                                                |
| 9.                                                                                  | "Sleeping beauty"                                                                   | 4:37                                                                                |
| Tổng thời lượng:                                                                    | Tổng thời lượng:                                                                    | 52:52                                                                               |